# Heinrich Breitenstein
Heinrich Breitenstein (* 1848 in Iglau; † 1930 in Den Haag) war ein deutscher Arzt, Zoologe, Geograph und Schriftsteller.

## Leben
Breitenstein studierte in Wien Medizin, ging 1876 als Oberarzt der holländisch-indischen Armee nach Java, bereiste während seiner 21-jährigen Dienstzeit die Insel, hielt sich drei Jahre in Borneo unter den Dajak auf und lernte einen großen Teil von Sumatra kennen. Während dieser Reisen fertigte er umfangreiche Aufzeichnungen über die Gesellschaft, Geographie, Flora und Fauna der Insel, die er als Grundlage seiner Erinnerungen 21 Jahre in Indien nutzte. Breitenstein zu Ehren erhielt der von diesem entdeckte Borneo-Kurzschwanzpython den zoologischen Namen Python breitensteini.
1897 ließ er sich als Kurarzt in Karlsbad nieder.

## Werke
- 21 Jahre in Indien. Aus dem Tagebuche eines Militärarztes. T. Grieben, Leipzig 1899. [3]